# Vojnice (zámek)
Vojnice je tvrz přestavěná na zámek ve stejnojmenné vesnici u Volenic v okrese Strakonice. Vojnická tvrz existovala už ve čtrnáctém století, ale během sedmnáctého století byla přestavěna na zámek, který upravovala řada majitelů během devatenáctého století. Zámecký areál je chráněn jako kulturní památka.

## Historie
Počátky vesnice jsou nejasné. Podle Karla Třísky patřila roku 1384 Johanitům ze Strakonic, ale August Sedláček uvádí v roce 1385 jako majitelku Kateřinu, vdovu po Janovi z Nalžov. Už ve čtrnáctém století ve vsi stávala tvrz, na níž roku 1401 sídlil Oldřich řečený Ohnice a roku 1413 je připomínán Petr z Vojnic, jehož erbovním znamením byl páv.
Na počátku šestnáctého století vesnice patřila Václavu Sádlovi z Kladrubce. Za něj roku 1520 tvrz nejspíše vypálilo vojsko vypravené z Prahy proti spojencům Zdeňka Malovce, kteří loupili na cestách. Václav však tvrz nechal opravit a roku 1543 (podle Augusta Sedláčka už před rokem 1540) ji prodal i s tvrzí dvorem, mlýnem a dvěma lesy Adamu Kocovi z Dobrše. Od té doby statek patřil k Ohrazenicím. Samostatným statkem se Vojnice znovu stala až v sedmnáctém století, kdy vesnici získali Branišovští z Branišova. Prvním z nich byl Jan Kašpar Vojslav z Branišova, který zemřel roku 1663. Statek převzal jeho syn Václav Markvart Vojslav, zakladatel vojnického kostela. Dalším majitelem se stal Markvartův syn Václav Vojslav z Branišova, kterého vlastní poddaní roku 1698 zabili. Někdy v průběhu sedmnáctého století byla stará tvrz přestavěna na zámek.
Roku 1729 prodal tehdejší majitel Bernard Deym ze Stříteže vesnici se dvorem a zámkem ovdovělé Markétě z Běšin, rozené Varlejchové z Bubna. Markéta neměla dostatek peněz na zaplacení smluvené ceny, a proto jej roku 1756 vydražila kněžna Marie Karolína Löwenstein-Wertheimová. Statek po ní roku 1796 zdědil syn z prvního manželství Jan Bernard z Rumerskirchu. Za nich Vojnice patřila k horažďovickému panství. Samostatným statkem se opět stala roku 1802 (1803), kdy ji koupila Žofie Villanyová, po níž se zde vystřídala řada majitelů. Roku 1883 statek zakoupil František Wellner. Ve dvacátém století byl zámek upraven na byty.

## Stavební podoba
Zámecká budova má dvě jednopatrová křídla s půdorysem ve tvaru písmene L. Fasády jsou prosté, bez slohových znaků. Přízemím západního křídla vede arkádová chodba s křížovými klenbami. Druhá arkádová chodba v prvním patře byla zazděna v devatenáctém století. Přízemní místnosti jsou zaklenuté valenými klenbami s výsečemi a prostory v patře mají stropy ploché. K památkově chráněným objektům v areálu patří také hospodářské budovy a přilehlý park, v němž stojí pavilon, oranžérie, dřevěné altány a skleník.